# 12934 Bisque
12934 Bisque è un asteroide della fascia principale. Scoperto nel 1999, presenta un'orbita caratterizzata da un semiasse maggiore pari a 2,2176379 au e da un'eccentricità di 0,1011678, inclinata di 2,21156° rispetto all'eclittica.
L'asteroide è dedicato ai fratelli statunitensi Stephen, Thomas, Daniel e Matthew Bisque, sviluppatori di programmi software per l'osservazione astronomica.